# Бемиджи (тауншип, Миннесота)
Бемиджи (англ. Bemidji) — тауншип в округе Белтрами, Миннесота, США. На 2000 год его население составило 2934 человека.

## География
По данным Бюро переписи населения США площадь тауншипа составляет 66,4 км², из которых 54,7 км² занимает суша, а 11,8 км² — вода (17,70 %).

## Демография
По данным переписи населения 2000 года здесь находились 2934 человека, 1012 домохозяйств и 754 семьи.  Плотность населения —  53,7 чел./км².  На территории тауншипа расположено 1064 постройки со средней плотностью 19,5 построек на один квадратный километр. Расовый состав населения: 89,37 % белых, 0,20 % афроамериканцев, 6,82 % коренных американцев, 0,41 % азиатов, 0,55 % — других рас США и 2,66 % приходится на две или более других рас. Испанцы или латиноамериканцы любой расы составляли 0,85 % от популяции тауншипа.
Из 1012 домохозяйств в 38,6 % воспитывались дети до 18 лет, в 61,4 % проживали супружеские пары, в 9,0 % проживали незамужние женщины и в 25,4 % домохозяйств проживали несемейные люди. 18,1 % домохозяйств состояли из одного человека, при том 4,5 % из — одиноких пожилых людей старше 65 лет. Средний размер домохозяйства — 2,80, а семьи — 3,16 человека.
28,8 % населения — младше 18 лет, 13,6 % — в возрасте от 18 до 24 лет, 27,1 % — от 25 до 44, 21,9 % — от 45 до 64, и 8,6 % — старше 65 лет. Средний возраст — 32 года. На каждые 100 женщин приходилось 102,9 мужчин.  На каждые 100 женщин старше 18 приходилось 100,2 мужчин.
Средний годовой доход домохозяйства составлял 41 279 долларов, а средний годовой доход семьи —  46 116 долларов. Средний доход мужчин —  35 938  долларов, в то время как у женщин — 22 973. Доход на душу населения составил 18 218 долларов. За чертой бедности находились 6,9 % семей и 10,5 % всего населения тауншипа, из которых 9,6 % младше 18 и 14,4 % старше 65 лет.